# Anne Fontaine

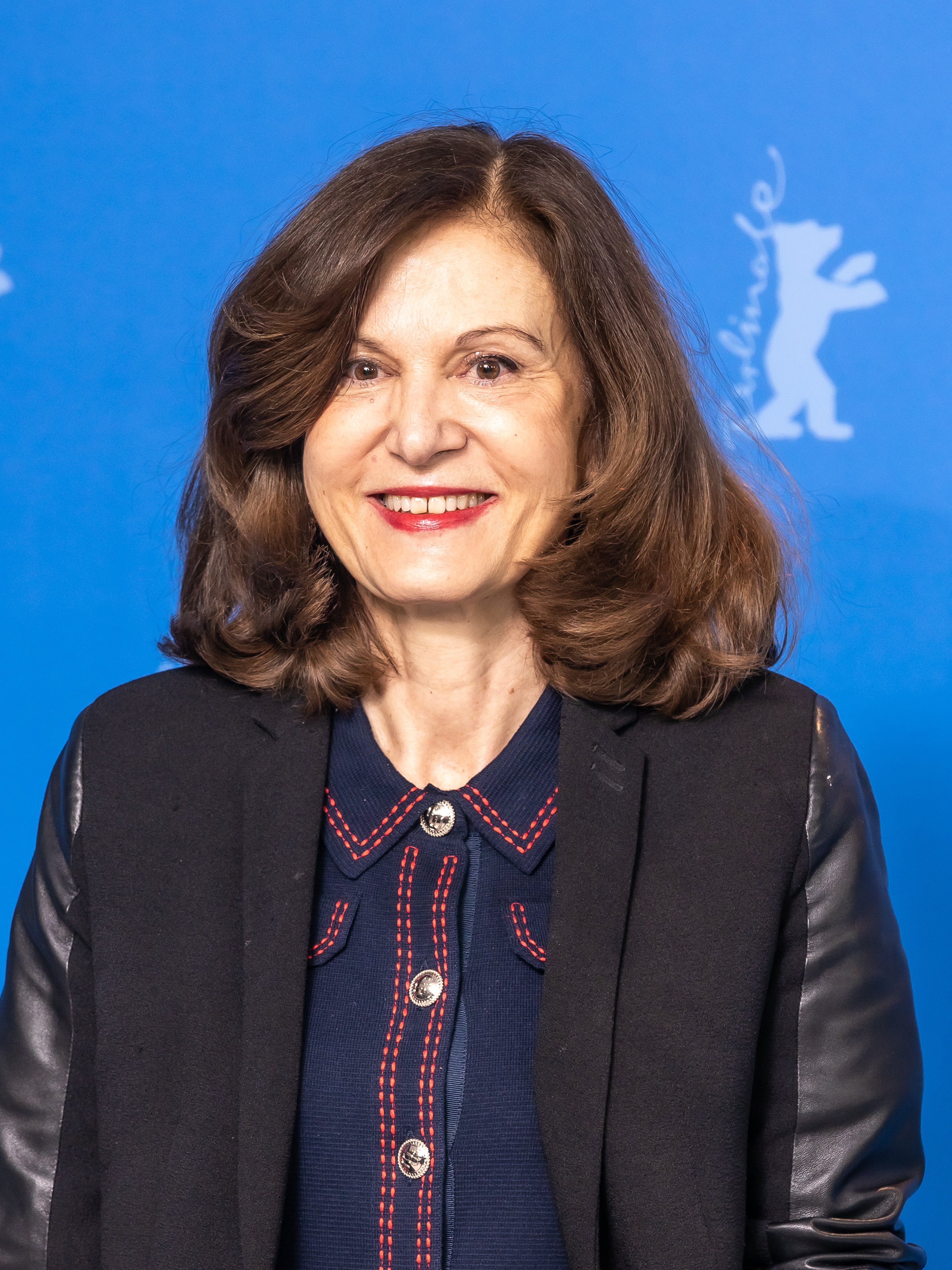
Anne Fontaine (2020)

Anne Fontaine Sibertin-Blanc (* 15. Juli 1959 in Luxemburg) ist eine französische Schauspielerin, Filmregisseurin und Drehbuchautorin.

## Leben
Anne Fontaine wurde als Tochter eines Musikprofessors in Luxemburg geboren. Später siedelte sie nach Paris über, wo sie Tanz und Philosophie studierte. 1980 gab sie ihr Debüt als Schauspielerin in David Hamiltons Erotikfilm Zärtliche Cousinen und wechselte später ins Regiefach. Für ihren Film Augustin, Kung-Fu-König (1999) arbeitete Fontaine mit ihrem Bruder Jean-Chrétien Sibertin-Blanc zusammen, der die Titelrolle spielte. Als Regisseurin ist sie aber vor allem für das Erotikdrama Nathalie (2003) und die Filmbiografie Coco Chanel – Der Beginn einer Leidenschaft (2009) bekannt.
Fontaine ist mit dem Filmproduzenten Philippe Carcassonne verheiratet, mit dem sie einen Jungen aus Vietnam adoptierte.

## Filmografie

### Regie
- 1992: Les histoires d’amour finissent mal … en général
- 1995: Augustin
- 1996: L’@mour est à réinventer
- 1997: Eine saubere Affäre (Nettoyage à sec)
- 1999: Augustin, Kung-Fu-König (Augustin, roi du Kung-fu)
- 2001: Vater töten! (Comment j’ai tué mon père)
- 2003: Nathalie (Nathalie …)
- 2005: Entre ses mains
- 2006: Nouvelle chance
- 2008: Das Mädchen aus Monaco (La fille de Monaco)
- 2009: Coco Chanel – Der Beginn einer Leidenschaft (Coco avant Chanel)
- 2011: Mein liebster Alptraum (Mon pire cauchemar)
- 2013: Tage am Strand (Adore)
- 2014: Gemma Bovery – Ein Sommer mit Flaubert (Gemma Bovery)
- 2016: Agnus Dei – Die Unschuldigen (Les innocentes)
- 2017: Marvin (Marvin ou la belle éducation), nach dem Roman Das Ende von Eddy von Édouard Louis
- 2019: Weiß wie Schnee – Wer ist die Schönste im ganzen Land? (Blanche comme neige)
- 2020: Bis an die Grenze (Police)
- 2024: Bolero

### Darstellung
- 1980: Zärtliche Cousinen (Tendres cousines)
- 1981: Si ma gueule vous plaît …
- 1985: P.R.O.F.S... und die Penne steht Kopf (P.R.O.F.S.)
- 1999: Nur kein Skandal! (Pas de scandale)